# Luan Gabriel
Luan Gabriel (* 3. Mai 1996 in Roseau, Dominica) ist eine dominicanische Leichtathletin.
Gabriel vertrat ihr Land bei den Olympischen Sommerspielen 2012 in London im 200-Meter-Lauf. In einer Zeit von 24,12 Sekunden schied sie als Neunte ihres Vorlaufes aus.
Bei der Schlussfeier der Spiele in London war sie Fahnenträgerin Dominicas.